# فريق ماروسيا إف1
فريق ماروسيا إف1 (بالإنجليزية: Marussia F1 Team)‏ (الاسم التجاري لجائزة مانارو الكبرى للسباقات المحدودة) هو قسم من ماروسيا موتورز كفريق فورمولا 1  مركزه في بانبري في المملكة المتحدة.
ينافس الفريق تحت اسم «ماروسيا» (بالإنجليزية: Marussia)‏ (بالروسية: Маруся) ولأول مرة في موسم 2012, أتى ذلك يعد شراء الفريق من قبل شركة روسية مصنعة للسيارات تدعى ماروسيا موتورز في نهاية العام 2010. الفريق كان ينافس سابقاً تحت تحت اسم ماروسيا فيرجين ريسينغ في موسم 2011 وفيرجين ريسنغ في موسم 2010. يعتبر الفريق الثالث من بين الفرق التي تنافس تحت رخصة روسية من بعد فريق ميدلاند إف1 وفيرجين إف1 (الذي اختار الرخصة الروسية بعد اهتمام شركة ماروسيا به).

## التاريخ

### خلفية
في 2009 تم تكريم جائزة مانور الكبرى والسماح لها لدخول موسم 2010, هذا الأمر جاء نتيجة للربط ما بين مانور موتورسبورت ومركز أبحاث ويرث. وقبل نهاية العام تم إعادة تسمية الفريق إلى فيرجين ريسينغ. نسبة إلى شركة فيرجين المملوكة من قبل ريتشارد برانسون التي قامت بشراء حقوق الرعاية. ماروسيا كانت واحدة من شركاء فيرجين ريسنيغ في بداية الموسم، وفي ذلك الموسم وقع الفريق في المركز الثاني عشر وفي الموقع الأخير في بطولة المصنعين. في شهر نوفمبر 2010 اشترت ماروسيا القسم الأكبر من أسهم الفريق، ومن بعدها أصبح اسم الفريق «ماروسيا فيرجين ريسينغ» وذلك في موسم 2011. نتيجة للموسم المخيب للآمال في 2011 انفصل مركز أبحاث ويرث عن الفريق ليدخل الفريق في علاقة مع مكلارين للتقنيات التطبيقية وذلك قبل بداية موسم 2012. لاحقاً انتقل الفريق إلى مركزه السابق في بانبيري تاركاً مركزه السابق دينيغتون. في تلك الأثناء للمرة الثانية انتهى في المركز الأخير في بطولة المصنعين. في شهر نوفمبر 2011 تقدم الفريق بطلب تغيير اسمه كمُصنع للموسم 2012 من فريق فيرجين إلى ماروسيا طبقاً لاسم الشركة المالكة للفريق. وتم بوقت لاحق الموافقة على الطلب عند انعقاد اجتماع المجلس العالمي لرياضة المحركات.

### موسم 2012

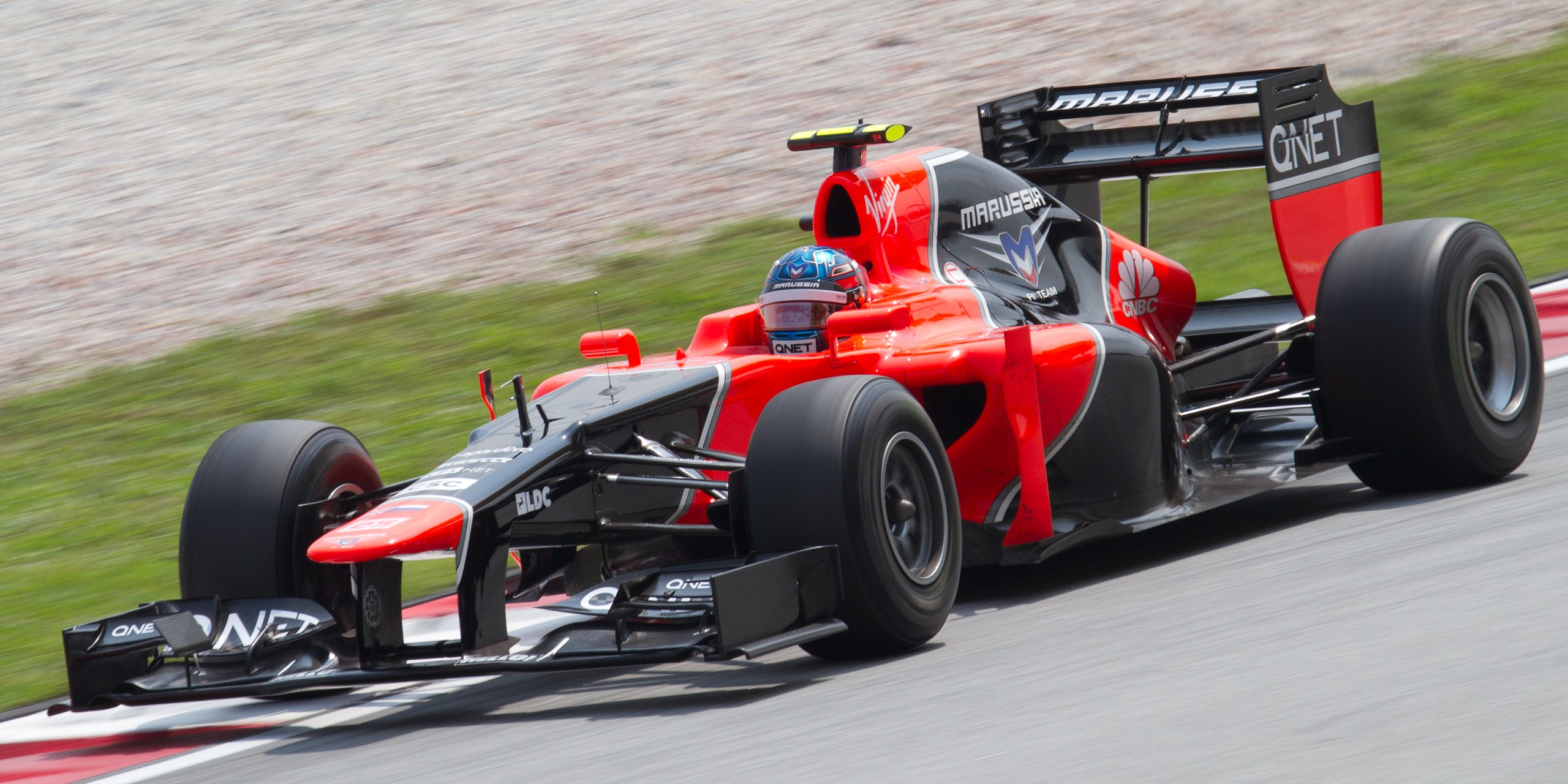
ماروسيا MR01 في جائزة ماليزيا الكبرى 2012

في 31 ديسمبر 2011, أعلن فريق ماروسيا فيرجين ريسنغ أنه أصبح رسمياً فريق ماروسيا إف1. أعلنت شركة فيرجين بقائها لراعي للفريق حتى بعد تغيير اسمه، مع بقاء شعار الشركة على سيارات الفريق لموسم 2012. وفي شهر يوليو 2011 أعلن الفريق عن التوقيع مع السائق الألماني تيمو غلوك بعقد يمتد لثلاث سنوات. إضافة إلى غلوك تعاقد الفريق مع سائق جي بي 2 الفرنسي تشارلز بيك الذي شارك مع الفريق بمسابقة تجارب السائقين الشباب في أبو ظبي.
بحلول 29 سبتمبر 2011, قامت ماروسيا بتجربت مجسم يعادل 60% من سيارتها في النفق الهوائئ لدى شركة مكلارين. وفي ديسمبر 2011 تسلّم الفريق أول أجزاء سيارته. الفريق أيضاً أعلن عن سيارته للعام 2012 بأنها ستكون الوحيدة التي لا تحتوي على نظام كيرس. بكل الأحوال هذا الإعلان دام فقط لاسبوع واحد. الفريق المنافس إتش آر تي فشل بالتاهل للسباق الأول للموسم. من بعدها قرر فريق إتش ار تي الاستغناء عن نظام الكيرس والتركيز على التأهل للسباقات.

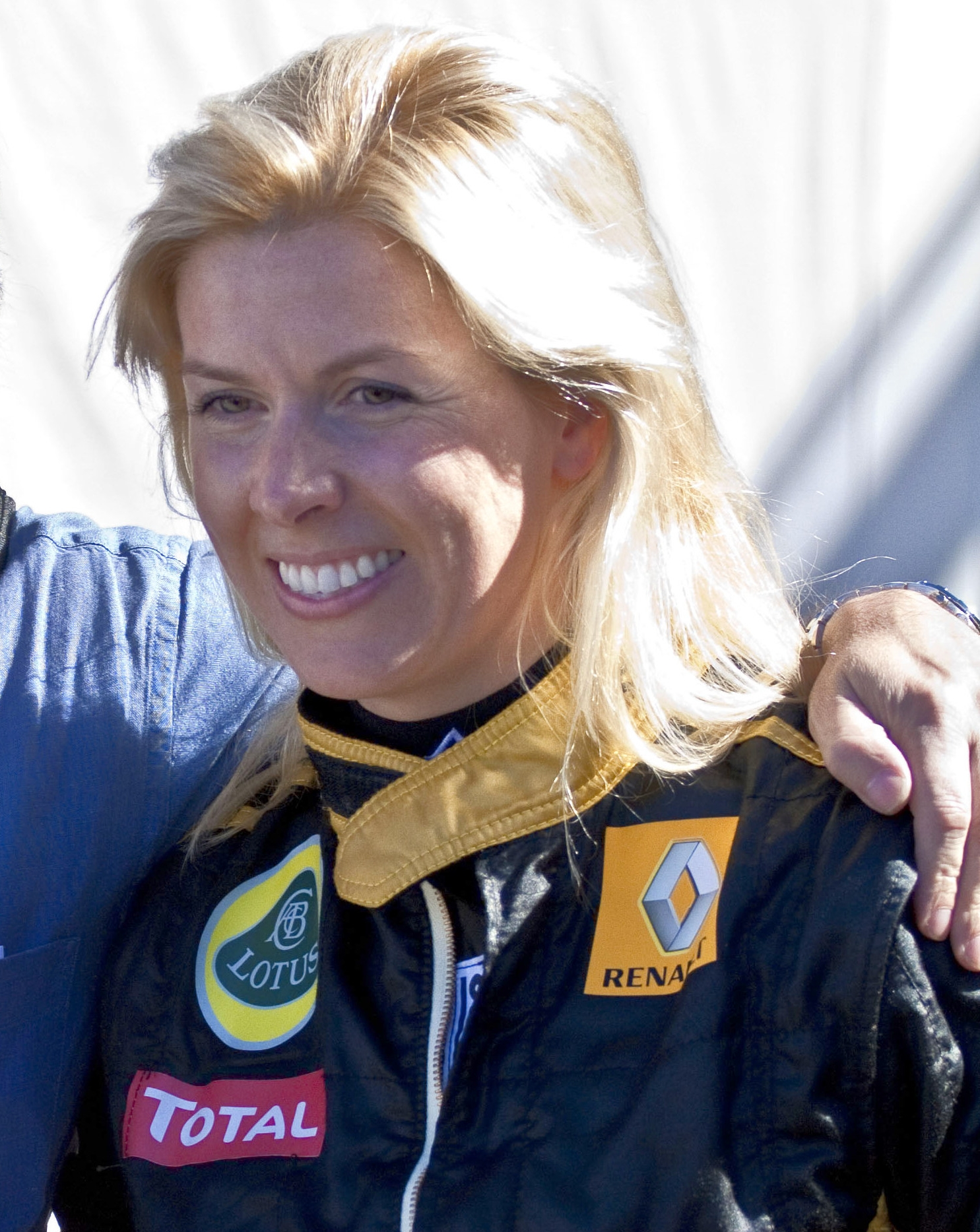
ماريا دي فيونيتا

قبل نهاية التجارب المؤهلة لموسم 2012 في مدينة برشلونة، وفي 27 من فبراير أعلن الفريق عن فشل سيارته MR01 في اختبارات التحطم المطلوبة من قبل الاتحاد الدولي للسيارات والبالغة 18 تجربة. هذا أدى إلى عدم خضوعه للتجارب النهائية. هذا الأمر أدى إلى عدم دخول الفريق إلى أي اختبار حقيقي وكبير لسيارته MR01 قبل سباق جائزة أستراليا الكبرى.
في الخامس من شهر آذار أعلن الفريق عن سيارته المطورة MR01 في حلبة سلفرستون  التي تم تصميمها بقيادة فريق التصميم لدى بات سيموندز. أدى هذا الأمر إلى بقاء الفريق كثاني آخر فريق يؤهل سيارته للموسم. تم اجتياز الاختبار قبل انطلاق أول سباقات موسم 2012.
في 3 يوليو 2012 سائقة الاختبارات ماريا دي فيوليتا تحطمت سيارتها أثناء التجارب في قاعدة دوكسفورد الجوية، حيث تحطمت سيارتها ببوابة الرفع الخاصة بالفريق مما ادى إلى إصابتها بإصابات خطيرة. كانت حينها تقوم بأداء تجارب مقاومة الهواء في الطرق المستقيمة ضمن تحضيرات الفريق لسباق جائزة بريطانيا الكبرى. في الرابع من يوليو 2012 تم تأكيد إصابة العين اليمنى لماريا كنتيجة للحادث. في جائزة بلجيكا الكبرى السباق الخمسون للفريق حقق سائقه تشارلز بيك أسرع لفة في فترة التجارب الثانية وحلول تيمو غلوك سادساً، تلك النتيجة كانت أفضل نتائج الفريق في الفورمولا1 حيث تمكن حينها 10 متسابقون فقط من تحقيق أرقام نتيجةً للأمطار الغزيرة. في سباق جائزة سنغفورة الكبرى تمكن تيمو غلوك من تحقيق أفضل نتيجة للفريق بوقوعه في المركز الثاني عشر، هذا الإنجاز دفع بالفريق للمركز العاشر ضمن بطولة المصنعين، ووقع غلوك في المركز التاسع عشر بين السائقين غير المحققين للنقاط ووقوع تشارلز بيك في المركز الثالث والعشرين.

## النتائج الكاملة للفريق
| السنة | الهيكل       | المحرك           | الاطارات | السئقون    | 1   | 2   | 3   | 4     | 5     | 6     | 7     | 8             | 9   | 10  | 11  | 12  | 13  | 14  | 15    | 16  | 17  | 18  | 19  | 20  | النقاط | المركز  |
| ----- | ------------ | ---------------- | -------- | ---------- | --- | --- | --- | ----- | ----- | ----- | ----- | ------------- | --- | --- | --- | --- | --- | --- | ----- | --- | --- | --- | --- | --- | ------ | ------- |
| 2012  | ماروسيا MR01 | كوسورث CA2012 V8 | بيريللي  |            | AUS | MAL | CHN | BHR   | ESP   | MON   | CAN   | EUR           | GBR | GER | HUN | BEL | ITA | SIN | JPN   | KOR | IND | ABU | USA | BRA | 0*     | العاشر* |
| 2012  | ماروسيا MR01 | كوسورث CA2012 V8 | بيريللي  | تيمو غلوك  | 14  | 17  | 19  | 19    | 18    | 14    | انسحب | لم ينه السباق | 18  | 22  | 21  | 15  | 17  | 12  | 16    | 18  |     |     |     |     | 0*     | العاشر* |
| 2012  | ماروسيا MR01 | كوسورث CA2012 V8 | بيريللي  | تشارلز بيك | 15† | 20  | 20  | انسحب | انسحب | انسحب | 20    | 15            | 19  | 20  | 20  | 16  | 16  | 16  | انسحب | 19  |     |     |     |     | 0*     | العاشر* |

* الموسم الحالي.

† المتسابق فشل في انهاء السباق لكن تمكن من انهاء أكثر من 70% من مسافة السباق.

## وصلات خارجية
- الموقع الرسمي لفريق ماروسيا
- المركز التقني لفريق ماروسيا